# غارات بالمر

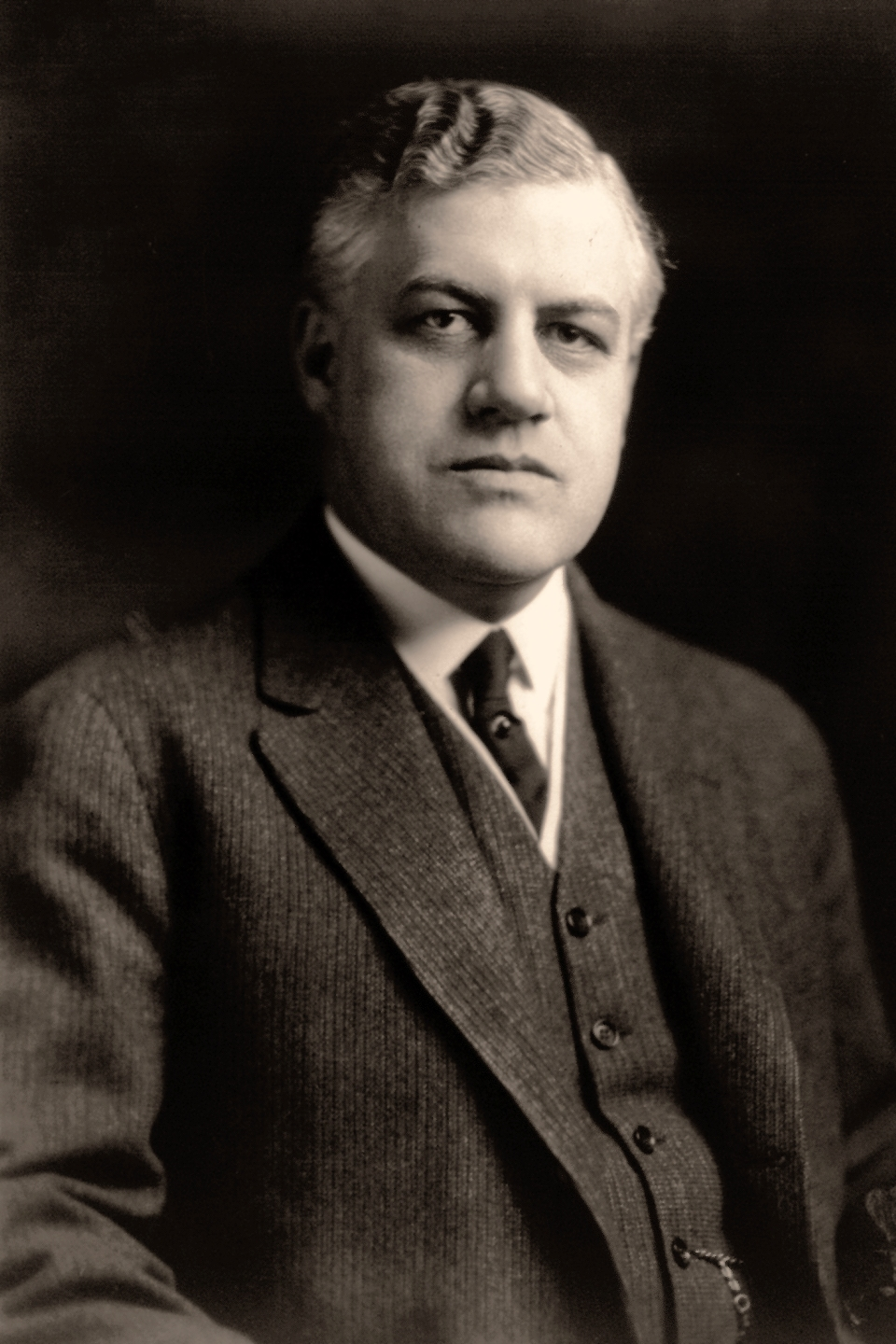
أليكساندر ميتشل بالمر

غارات بالمر كانت سلسلة من الغارات المثيرة للجدل في الولايات المتحدة الأمريكية قامت بها وزارة العدل الأمريكية ودائرة الهجرة والمكاتب الفدرالية التنفيذية من عام 1919 حتى عام 1921 على نشطاء من أقصى اليسار مشتبه بهم. سميت الهجمات باسم أليكساندر ميتشل بالمر، النائب العام للولايات المتحدة أثناء فترة حكم وودرو ويلسون.

## خلفية
بدأ الهجوم على مجموعات اليساريين الأصوليين أثناء الحرب العالمية الأولى. بعد سلسلة من إلقاء القنابل على مبانى المحاكم، وأقسام الشرطة، والكنائس والمنازل، واتُّهِم فيها مجموعات مهاجرة اتسمت بالعنف واتباع مذهب اللاسلطوية. قررت وزارة العدل ومكتبها الصغير للتحقيقات (الذي سبق ظهور مكاتب الإف بى آى) تتبع أنشطة هذه المجموعات بموافقة الرئيس ويليسون.
في عام 1915، حذر ويلسون من: «الأمريكان المتنطعون (الذين) صبوا سم عدم الولاء في داخل شرايين حياتنا الوطنية. مخلوقات بمثل هذه الأحاسيس، وعدم الولاء والفوضى لابد من التخلص منهم».
كان مكتب التحقيق مقيد بسرية هذه المجموعات ومقدرات التوقيف المحدودة في القانون الفدرالى، لكن المكتب قام بزيادة التحريات حول هذه الحركات اللاسلطوية بعد عام 1917 عندما قام الجالينيون (أتباع لويجى جاليانى) وبعض المجموعات الأصولية الأخرى بسلسة هجمات بالقنابل في معظم المدن الأمريكية. أيضا ثورة 1917 الروسية كانت عاملا مهما، فمعظم اللاسلطويين آمنوا بأن ثورة العمال هناك ستمتد سريعا إلى باقي أوروبا والولايات المتحدة.
في 15 يونيو 1917، مرر الكونغرس قانون التجسس لعام 1917. حيث يعاقب القانون كل من يتدخل في الشئون الخارجية أو يمارس التجسس. وشرعت الفقرة غرامات قاسية ومدد سجن تصل إلى 20 عاما لكل من يعرقل العمل العسكري أو يشجع عدم الولاء للحكومة الأمريكية. بعد استمرار اثنان من أصوليي اللاسلطويين إيما جولدمان واليكساندر بيركمان في الدعوة ضد التجنيد تم تفتيش مكاتب إيما في مجلة «أمنا الأرض» وتم التحفظ على مجلدات من الملفات وقوائم اشتراك مفصلة من المجلة مع جريدة بيركمان المسماة الانفجار. طبقا لما صرحت به وزارة العدل:
«تم التحفظ على مايقارب حمولة عربة من سجلات اللاسلطويين ومواد الدعاية، متضمنة ما نعتقد أنه سجل كامل لكل أصدقاء الفوضويين في الولايات المتحدة. وتم العثور على فهرس بطاقات رائع، حيث يظن العملاء الفدراليون أنه سيسهل مهمتهم في التعرف على المذكورين في السجلات والأوراق المختلفة. قوائم الاشتراك لأمنا الأرض والانفجار، والتي تحتوى على 10000 اسم، تم التحفظ عليهما أيضا.»
في عام 1919، رفض مجلس النواب الأمريكي جلوس ممثل الحزب الاشتراكي الأمريكي فكتور إل. برجر من ويسكنسن بسبب اشتراكيته، وأصوله الألمانية وأراءه المناهضة للحرب. قام الكونغرس أيضا بتمرير سلسلة من فقرات القوانين الخاصة بالفوضوية والهجرة والعصيان (متضمنة قانون الفتنة لعام 1918) في سعى لتجريم وعقاب السعي للثورة العنيفة.
في 2 يونيو، 1919، تم تفجير عدة قنابل من قبل الجالينيون في ثمان مدن أمريكية، من ضمنها قنبلة في واشنطن العاصمة، مما أدى لتدمير منزل المحامي العام الجديد أ. ميتشل بالمر. نفس القنبلة انفجرت بجوار فرانكلين روزفلت والذي كان يقطن عبر الشارع وكان عائدا لمنزله برفقة زوجته. هزت هذه التفجيرات بالمر بعنف (المفجر، كارلو فالدونتشى، قتل بالقنبلة، والتي انفجرت قبل أوانها). صاحب كل القنابل منشور نص على:

حرب، حرب طبقات، وانتم أول من أشعلها تحت غطاء من المؤسسات القادرة بدعوى النظام، في ظلام قوانيينكم. لابد أن تسيل الدماء؛ ولن نخدع؛ لابد من حدوث قتل: سنقتل، لأنها ضرورة؛ لابد من الدمار؛ ستندمر لنخلص العالم من مؤساساتكم الاستبدادية.

بالمر، والذي تم استهداف اغتياله مرتين، كانت لديه أسباب شخصية وعامة لربح هذه الحرب ضد الأصوليين اليساريين ومن يوظف العنف. بعد القائه القبض على معظم الجالينيين ، ظهر واضحا أنه صنف كل اليساريين الأصوليين كأعداء للولايات المتحدة الأمريكية. وصرح بأنه يؤمن أن الشيوعية «سلكت طريقها لمنازل العمال الأمريكيين،» وأن الاشتراكيين مسؤوليين عن معظم المشاكل الاجتماعية بأمريكا
تعالت النداءات من الصحافة ومن الجمهور الخائف للحكومة الفدرالية لتتخذ إجراءات ضد مرتكبي الأعمال العنيفة. واشتد هذا الضغط بعد أن رفض اللاسلطويون والمجموعات اليسارية الأصولية الأخرى الانخراط في الجيش والاستجابة لطلبات التجنيد وللخوف من تخريب الجيش من قبل الملتحقين به من هذه المجموعات. لذا أمر الرئيس ويلسون المحامي العام الجنرال بالمر بالقيام باللازم.
في نفس الوقت كان كلا من إيما جولدمان واليكساندر بيركمان ولويجى جاليانى في مقدمة الحركة المناهضة للتجنيد. وتم لاحقا تعريف فالدونتشى الذي قام بتفجير منزل بالمر على أنه من الأتباع المسلحين ل لويجى جاليانى. طلب المحامي العام بالمر من الكونغرس دعم لوقف العنف وحصل بالفعل على دعم هائل. وبعدها أمر بالمر وزارة العدل وقسم التحقيقات للاستعداد لما سيعرف بعدها باسم غارات بالمر.

## الغارات
في 1919، جى. إدجار هوفر تسلم إدارة القسم الجديد للتحقيقات بوزارة العدل، القسم العام للاستخبارات. بحلول أكتوبر 1919، جمع قسم هوفر 150,000 اسما في فهرس سريع النمو. مستخدما هذه المعلومات، بداية من 7 نوفمبر، 1919، قام عملاء قسم التحقيقات مع البوليس المحلى بعدة غارات مشهورة ضد المشتبه منهم من الأصوليين والأجانب، مستخدمين فقرة التجسس ل عام 1917 وفقرة العصيان لعام 1918. اتهم بالمر وعملاؤه باستخدام التعذيب ووسائل أخرى مثيرة للجدال للحصول على معلومات استخبارية وأدلة ضد الأصوليين، مثل المخبرين والتصنت على الخطوط الهاتفية.
حكم على فيكتور ال. برجر بالسجن عشرين عاما لقيامه بالتحريض على العصيان، بالرغم من أن المحكمة العليا للولايات المتجدة الأمريكية نقضت لاحقا هذا الإتهام. إلا أنه تم ترحيل الأصولى اللاسلطوى لويجى جاليانى وثمانية من المقربين اليه في يونيو 1919، وذلك بعد ثلاثة أسابيع من موجة التفجيرات التي وقعت في 2 يونيو. ورغم أن السلطات لم يكن لديها أدلة كافية للقبض على جاليانى بتهمة التفجيرات، إلا انهم قاموا بترحيله بسبب وجود غريب مقيم معه كان مرافقا ل كارلو فالدونتشى وكان قد حرض بشكل علنى على قلب نظام الحكم وألف دليلا حول صنع القنابل بعنوان La Salute é in Voi (العافية بداخلنا)، استخدم من قبل الجالينيون الأخرون لتصنيع طرودهم المتفجرة.
في ديسمبر 1919، جمع عملاء بالمر 249 شخصا من أصول روسية، من بينهم قادة أصوليين مشهورين مثل إيما جولدمان والكساندر بيركمان، ووضعوا على سفينة متجهة إلى الاتحاد السوفيتي (البوفورد، سميت ب سفينة نوح السوفييتية من قبل الصحافة). في يناير 1920، القى القبض على 6000 شخص آخرين، معظمهم أعضاء في اتحاد عمال العالم الصناعيين. خلال إحدى الغارات القى القبض على أكثر من 4000 شخص في ليلة واحدة. كل الغرباء الأجانب تم ترحيلهم، بدون حتى التأكد من وجود أدلة ضدهم، تحت حماية فقرة اللاسلطويين. في النهاية بحلول 1920، كان بالمر وهوفر قد قاما بأكبر عملية ضبط جماعية في تاريخ الولايات المتحدة، بالقبض على الأقل على 10000 شخص.
لويس فرىلاند بوست، والذي كان وقتها السكرتير المساعد لوزارة العمل،  ألغى أكثر من 2000 من هذه التفويضات لكونها غير قانونية. من بين الآلاف الذين القى القبض عليهم، 550 فقط تم ترحيلهم.
من 1919 وحتى بدايات 1920، كان معظم الجمهور متعاطفا مع بالمر، لكن سرعان ما تغير هذا. بالمر أعلن انه كانت هناك محاولة للقيام بثورة شيوعية ستحدث بكل تأكيد في الولايات المتحدة في 1 مايو 1920 (يوم مايو). ولم تحدث ابدا، مما أدى لسخرية واسعة من بالمر. اعتبر كمرشح للرئاسة، لكنه خسر ترشيح الحزب الديمقراطى ل الحصان الأسود المرشح جيمس إم. كوكس.
في 16 سبتمبر، 1920، هز انفجار دموى وول ستريت. تفجيرات وول ستريت قتلت 38 شخص وجرحت أكثر من 400؛ لم يتوصل أبدا للفاعلين وان كان يرجح أنها من عمل الجماعات اللاسلطوية.